# Armée de la paix (Soudan)
L'Armée de la paix (arabe : جيش السلام, romanisé : Jaysh al-Salam) était une grande alliance de milices tribales Fertit  dans le Bahr el Ghazal occidental pendant la Seconde guerre civile soudanaise. Bien qu'initialement armée par le gouvernement soudanais pour lutter contre les séparatistes du Sud-Soudan, l'Armée de la paix s'est fait connaître pour ses massacres de civils Dinka. Ces massacres ont pris une telle ampleur que le groupe s'est même retrouvé en conflit avec d'autres forces pro-gouvernementales. La milice a été en grande partie dissoute en 1988, bien qu'une faction ait continué à être active et ait rejoint les Forces de défense populaires en 1989, puis les Forces de défense du Sud-Soudan (SSDF) en 1997.

## Nom
Le nom arabe de la milice est Jaysh al-Salam (arabe : جيش السلام, alternativement translittéré Jesh al Salam) qui peut être traduit par « Armée de la paix » ou  « Armée pour la paix ». Elle est également connue sous le nom de  « Force de paix » (arabe : قوات السلام (Quwat al-Salam), alternativement translittéré Qwat Salem), « Forces » (Fertit) amies (al-Quwat al-Sadiqqa), ,« Forces nationales de paix », « Forces de défense de la paix »,  ou simplement « milice Fertit ».

## Histoire

### Fondation
Les tensions entre Fertit et DinkaDinka dans le Bahr el Ghazal occidental se sont accrues après l'indépendance du Soudan vis-à-vis du Royaume-Uni et de l'Égypte en 1956. De nombreux Fertit s'estimaient discriminés par les Dinka, qui dominaient l'administration du Sud-Soudan. Ces hostilités persistantes se sont aggravées lorsque l'Armée populaire de libération du Soudan (SPLA), dominée par les Dinka, a lancé un soulèvement contre le gouvernement soudanais en 1983, ce qui a donné lieu à la Seconde guerre civile soudanaise. Peu de Fertit ont rejoint le SPLA, qu'ils considéraient comme un instrument. Les tensions entre Fertit et Dinka dans le Bahr el Ghazal occidental se sont accrues après l'indépendance du Soudan vis-à-vis du Royaume-Uni et de l'Égypte en 1956. De nombreux Fertit s'estimaient discriminés par les Dinka, qui dominaient de plus en plus l'administration du Sud-Soudan. Ces hostilités persistantes se sont aggravées lorsque l'Armée populaire de libération du Soudan (APLS), dominée par les Dinka, a lancé un soulèvement contre le gouvernement soudanais en 1983, ce qui a donné lieu à la deuxième guerre civile soudanaise. Peu de Fertit ont rejoint l'APLS, qu'ils considéraient comme un instrument de l'« hégémonie dinka », tandis que la SPLA considérait les Fertit comme un groupe ethnique « hostile » à la rébellion. Les combattants de la SPLA ont lancé un certain nombre de raids destructeurs sur les villages Fertit en 1985, principalement pour acquérir des fournitures afin de poursuivre leur campagne de guérilla.
Des chefs Fertit se sont donc regroupés dans les environs de Wau et de Raga et ont organisé la milice « Armée de la paix » en tant que force d'autodéfense. Cette milice était censée défendre les communautés Fertit contre le SPLA,  mais aussi se venger des communautés tribales Dinka et Jur, accusées d'être à l'origine de la montée de la violence. Toutes les tribus Fertit n'ont pas soutenu la nouvelle milice, et certains chefs tribaux se sont opposés avec véhémence à la formation de l'Armée de la paix et à l'armement des civils. Les groupes tribaux qui ont soutenu la milice ont surtout été victimes des raids de l'SPLA sur leurs villages. L'une des tribus Fertit les plus notables qui n'a pas participé à l'armée de paix est le peuple Thuri ou Shatt. De nombreux chefs de tribus Fertit se méfiaient des Thuri/Shatt parce qu'ils parlaient une langue similaire aux langues Jur et Dinka, et prétendaient même que les Thuri avaient aidé les raids de la SPLA. La milice nouvellement formée a attaqué des villages Turi, forçant les habitants à fuir vers Awoda où ils ont rejoint la SPLA. Au cours des années suivantes, les combattants Fertit se sont donc retrouvés dans les deux camps de la guerre civile.
Après de nouveaux raids sur leur territoire, les chefs Fertit, qui ont soutenu l'Armée de la Paix, ont demandé de l'aide au gouverneur du Bahr el Ghazal, qui a refusé. Ils se sont alors adressés aux Forces armées soudanaises (SAF) pour obtenir leur soutien. Elles ont nommé un fonctionnaire local d'ethnie mixte comme chef de milice, Atom Al-Nour (également traduit par « El Tom El Nour » ou « Eltom Elnur »). Le gouvernement soudanais a commencé à soutenir la milice en 1986, tandis que le capitaine Raphael Kitang, un officier de l'armée à la retraite, est devenu l'un de ses principaux commandants.  L'Armée de la paix a d'abord opéré de manière autonome et exclusive dans les environs de Wau, où elle a défendu les villages locaux contre les insurgés de 1986 à début 1987. Très tôt, cependant, la milice s'est rendue célèbre pour de nombreuses violations des Droits de l'homme, : assassinat de chefs tribaux Fertit, des politiciens, meurtres et torture de civils Dinka ainsi que assassinat d'enfants et de femmes enceintes.

### Campagne de 1987 et activités ultérieures
L'Armée de la paix a considérablement élargi ses opérations après l'arrivée de renforts des Forces armées soudanaises en juillet 1987, dont le tristement célèbre bataillon 242 (également connu sous le nom de « bataillon Hun » ou  « bataillon Gengis Khan »), dirigé par le général de division Abu Gurun Abdullah Abu Gurun, surnommé « Hitler » en raison de sa brutalité. En août de la même année, le groupe ainsi que l'armée soudanaise ont massacré des centaines Dinka à Wau, ce qui a poussé la police locale de Wau, dominée par les Dinka et les forces de protection de la nature à prendre les armes pour défendre la population civile. Les combats intra-gouvernementaux qui ont suivi ont été extrêmement brutaux et des centaines de personnes ont été tuées. Les membres dinka de la police et des forces de protection de la faune ont formé des escadrons de la mort pour se venger des milices, tandis que l'« Armée de la paix » a attaqué en retour le quartier général de la police avec des chars en août. Entre-temps, l'Armée populaire de libération du Soudan (SPLA) a en grande partie expulsé les milices Fertit des zones rurales autour de Wau.
C'est qu'avec le départ d'Abu Gurun, en novembre, que la situation s'est calmée à Wau. Avec le soutien du nouveau commissaire du comté, Lawrence Lual Lual, les chefs locaux de la communauté Fertit ont réussi à négocier un accord de paix, selon lequel les membres de l'Armée de la paix ont été amnistiés et réintégrés dans la communauté, tandis que les postes administratifs à Wau devaient être répartis équitablement entre les Dinka et les Fertit. La plupart des miliciens ont ensuite été démobilisés en juillet 1988, mais une faction croupion est restée active et a continué à se battre aux côtés des Forces armées soudanaises. Elle a été intégrée aux Forces de défense populaires (PDF) en décembre 1989.
L'« Armée de la paix » a poursuivi ses activités dans le cadre de la PDF jusqu'en 1997, date à laquelle elle est passée aux Forces de défense du Sud-Soudan (SSDF). Les SSDF ont été créées par le gouvernement soudanais pour unifier les différentes milices pro-gouvernementales du Sud-Soudan en un seul mouvement. Tout en servant au sein des FDS, l'Armée de la paix a continué à être officiellement dirigée par Atom Al-Nour, qui était devenu major-général des Forces armées soudanaises en 2006. L'Armée de la paix bénéficiait encore d'un soutien important parmi les tribus Fertit pendant la dernière phase de la guerre civile, et continuait à être très active autour de Wau, bien qu'elle soit également présente dans d'autres parties du Bahr el Ghazal occidental., Après la déclaration de Juba du 8 janvier 2006, le SSDF a commencé à se désintégrer, mais Atom Al-Nour et ses partisans sont restés loyaux, bien qu'il ait commencé à déléguer le commandement de l'Armée de la paix au brigadier Stance Kamilo, qui était très respecté à Wau. L'Armée de la paix a été pleinement intégrée aux forces armées soudanaises et à la SPLA entre 2005 et 2010.